# Djemaa Lakhdar
Djemaa Lakhdar är en ort i Chelghoum Laïd i Algeriet. Den hade 14 357 invånare år 2008.